# 波斯尼亞和黑塞哥維那21歲以下國家足球隊
波斯尼亞和黑塞哥維那21歲以下國家足球隊（簡稱波黑U21），是波斯尼亞和黑塞哥維那的21歲以下國家足球代表隊，由波黑足球协会組織，為前南斯拉夫於1992年解體後分裂出來的球隊之一，參加每兩年舉辦一次的歐洲U-21足球錦標賽。

## 競賽歷史
波黑U21在成立後參加7次歐洲U-21足球錦標賽，均未能成功晉級決賽週。2007年歐洲U-21足球錦標賽波黑U21在外圍賽分組賽兩戰1勝1和出線附加賽，對手為2002年冠軍捷克，首回合作客僅負1-2，次回合主場在52分鐘先拔頭籌，本可憑作客入球優惠首次進軍在荷蘭舉行的決賽週，但經驗不足於完場前被對手扳平，累計2-3飲恨出局。

### 歐青盃歷屆成績
| 年度   | 主辦國   | 冠軍     | 成績         |
| ------ | -------- | -------- | ------------ |
| 1978年 | 主客制   | 南斯拉夫 | 隸屬南斯拉夫 |
| 1980年 | 主客制   | 蘇聯     | 隸屬南斯拉夫 |
| 1982年 | 主客制   | 英格蘭   | 隸屬南斯拉夫 |
| 1984年 | 主客制   | 英格蘭   | 隸屬南斯拉夫 |
| 1986年 | 主客制   | 西班牙   | 隸屬南斯拉夫 |
| 1988年 | 主客制   | 法國     | 隸屬南斯拉夫 |
| 1990年 | 主客制   | 蘇聯     | 隸屬南斯拉夫 |
| 1992年 | 主客制   | 義大利   | 隸屬南斯拉夫 |
| 1994年 | 法國     | 義大利   | 沒有參賽     |
| 1996年 | 西班牙   | 義大利   | 沒有參賽     |
| 1998年 | 羅馬尼亞 | 西班牙   | 外圍賽出局   |
| 2000年 | 斯洛伐克 | 義大利   | 外圍賽出局   |
| 2002年 | 瑞士     | 捷克     | 外圍賽出局   |
| 2004年 | 德国     | 義大利   | 外圍賽出局   |
| 2006年 | 葡萄牙   | 荷蘭     | 外圍賽出局   |
| 2007年 | 荷蘭     | 荷蘭     | 外圍賽附加賽 |
| 2009年 | 瑞典     | 德國     | 外圍賽出局   |
| 2011年 | 丹麦     |          |              |

## 外部連結
- （英文）RSSSF：歐青盃全紀錄 （页面存档备份，存于）